# Parník Primátor Dittrich

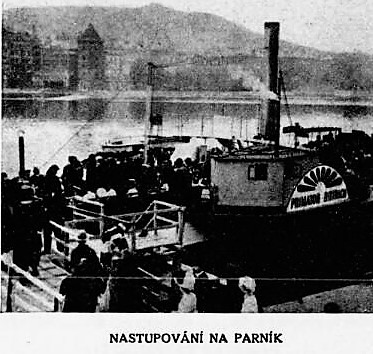
Nastupování na parník Primator Dittrich (Zlatá Praha 1915)

Parník Primátor Dittrich, dobovým pravopisem Primator Dittrich, (od roku 1937 nesl jméno Vyšehrad, od roku 1942 Chrudim a od roku 1945 opět Vyšehrad) byl kolesový parník Pražské paroplavební společnosti (PPS). Na Vltavu byl poprvé spuštěn v roce 1891. Jméno  získal podle bývalého pražského primátora a předsedy PPS Františka Dittricha.
Kvůli nehodě parníku František Josef I., kdy došlo k výbuchu parního kotle (1898), nechala PPS u svých lodí vyměnit závadný typ kotlů. Primátor Ditrich se této modernizace dočkal v roce 1900. V roce 1951 byl parník vyřazen z provozu. Už nepojízdný pak v 60. letech sloužil pod jménem Maxim Gorkij u Císařské louky jako klubovna Domu pionýrů a mládeže.

## Provoz
V roce 1902 vedla trasa plavby z Prahy a končila ve Štěchovicích.

## Populární kultura
- Parník se stal populárním díky knize spisovatelské dvojice Jaroslava Žáka a Vlastimila Rady – Vzpoura na parníku Primátor Dittrich (1930).[4] Tato kniha byla v roce 1969 převedena režisérem Pavlem Brezinou do seriálové podoby – Dobrodružství šesti trampů.[5]
- V roce 1934 se jako kapitán parníku Primátor Dittrich představil ve filmu Hrdinný kapitán Korkorán herec Vlasta Burian.[6]
- V září 2015 vyšla poštovní známka, zobrazující parník Primátor Dittrich.[7]